# Le Châtelard, Fribourg
Le Châtelard (även: Le Châtelard-près-Romont) är en ort och kommun i distriktet Glâne i kantonen Fribourg, Schweiz. Kommunen hade 352 invånare (2023).